# Église Saint-Christophe de Racour
L'église Saint-Christophe est une église de style gothique située à Racour, village de la commune belge de Lincent, dans la province de Liège.

## Localisation
L'église se dresse au centre du village de Racour, face au presbytère de 1740, classé comme elle, et face à l'ancienne maison communale et école qui abrite un musée de la Vie locale et du « Tarare ».
Racour est un village situé à l'extrémité nord-ouest de la province de Liège, qui constituait au Moyen Âge une seigneurie appartenant au duché de Brabant et dont la langue principale fut le thiois jusqu'au XVIIIe siècle.

## Historique
La tour occidentale de l'église Saint-Christophe de Racour a été édifiée au XIVe siècle,,, par le seigneur de Racour, vassal du duc de Brabant,.
Le reste de l'église (nef, collatéraux, transept et chœur) fut édifié au XVe siècle, et plus précisément vers 1430-1450.

## Classement
L'église Saint-Christophe fait l'objet d'un classement au titre des monuments historiques depuis le 10 septembre 1943.

## Architecture

### La tour-porche
À l'ouest, l'église possède une impressionnante tour-porche haute de 33 m qui présente une alternance de bandes de moellons de quartzite gris d'Overlaar et de calcaire gréseux blanc de Gobertange (une pierre communément appelée « pierre de Gobertange »), avec des chaînages d'angle harpés réalisés dans ce dernier matériau,,,.
Avec ses murs d'une épaisseur de 2,35 m à la base, ses meurtrières et sa tourelle d'angle surmontée d'un toit en poivrière qui abrite un escalier de 91 marches qui donne accès aux étages, cette tour est clairement un ouvrage de défense,,.
La tour, dont le mur occidental porte de nombreuses ancres de façade droites ou en X, présente trois niveaux séparés par de puissants cordons de pierre.
Le rez-de-chaussée est percé d'un portail de style classique du milieu du XVIIIe siècle en pierre de Gobertange. Les piédroits de ce portail portent des impostes moulurées sur lesquelles prend appui un arc cintré à clé d'arc passante surmonté d'un larmier mouluré.
Le dernier niveau de la tour, qui est surmonté d'une courte flèche pyramidale couverte d'ardoises, est percé sur chaque face d'une baie campanaire à abat-son : une baie en plein cintre sur la face occidentale et une baie ogivale géminée à double ébrasement et à remplage sur les trois autres faces.

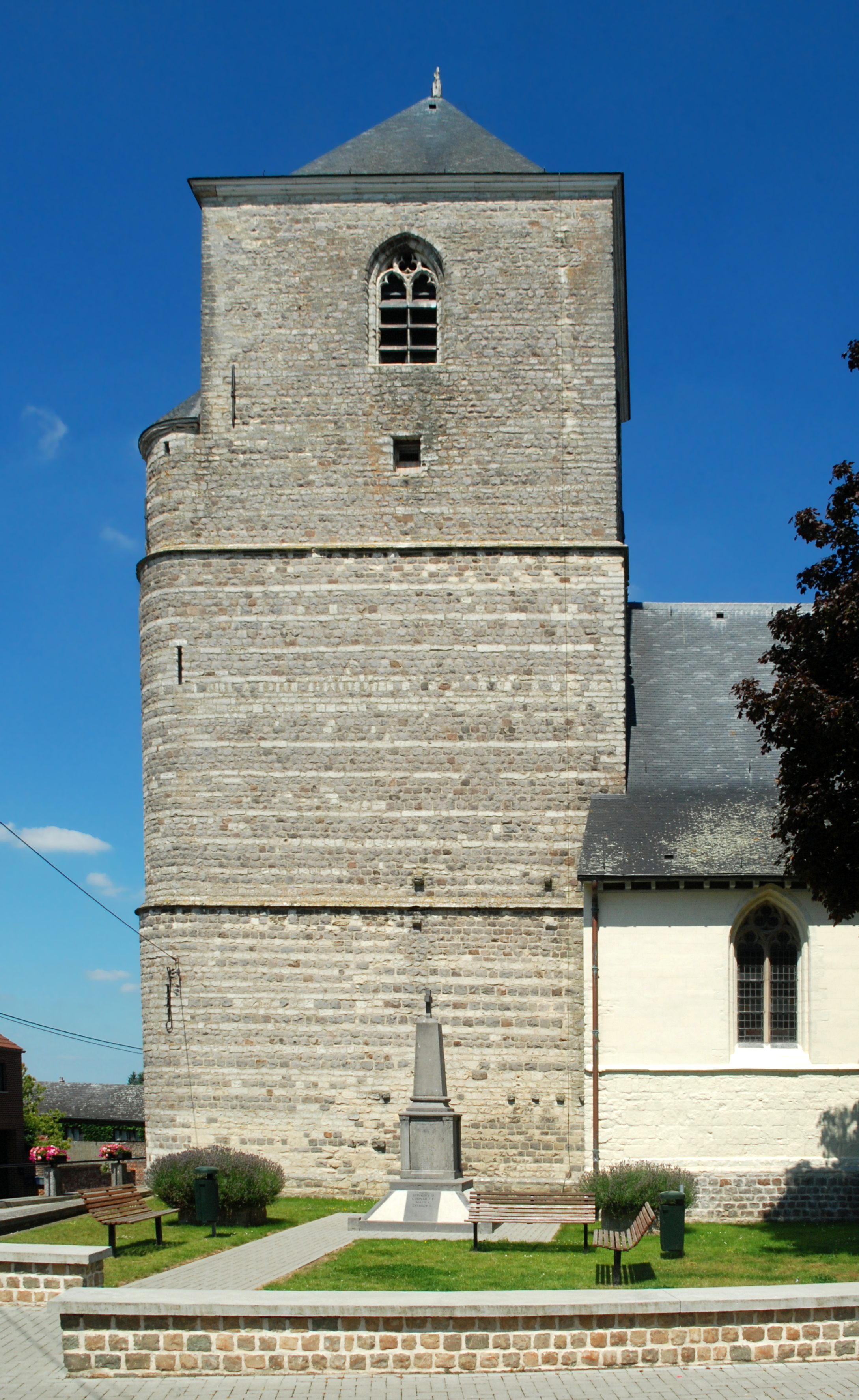
La tour vue de côté.
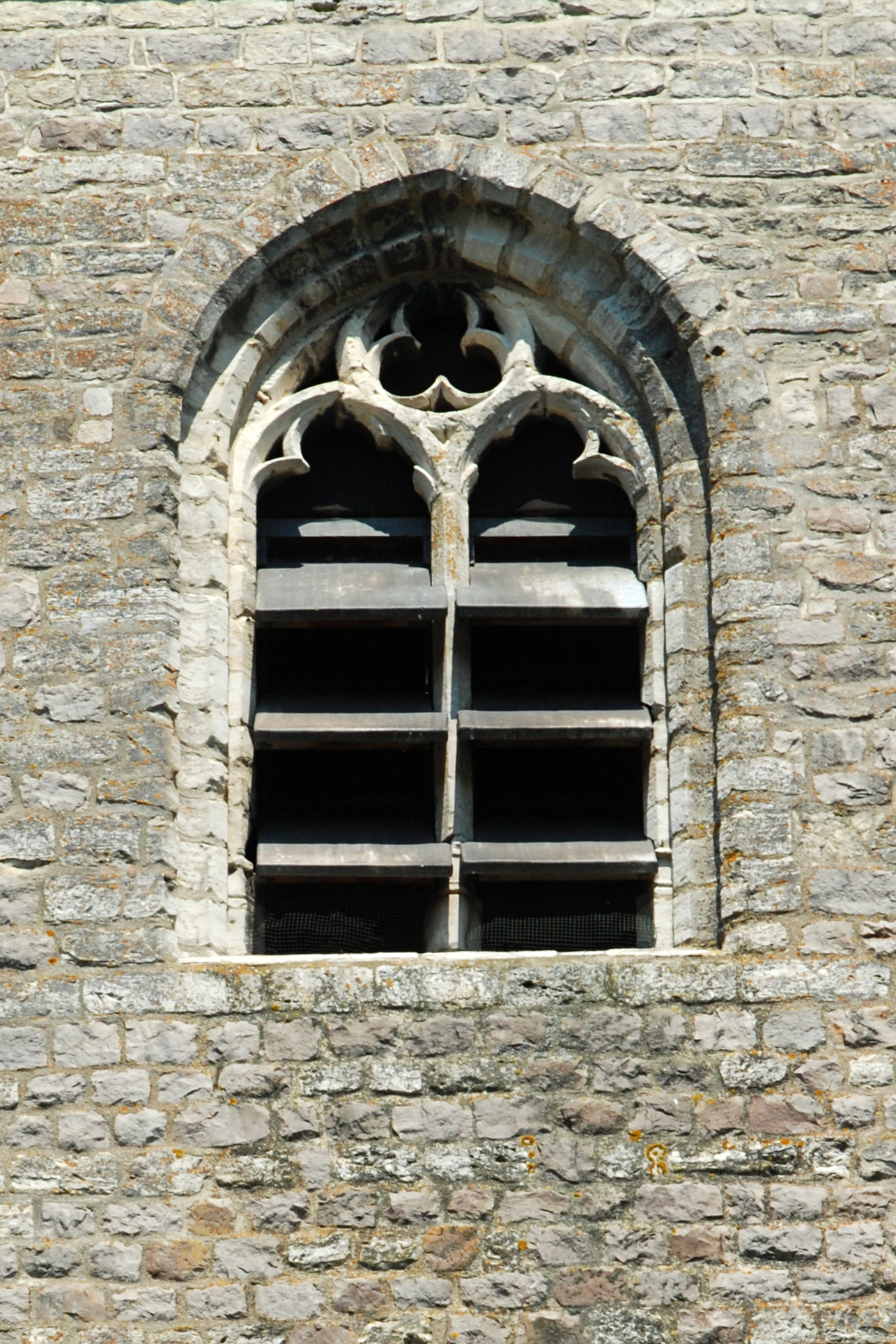
Baie géminée.
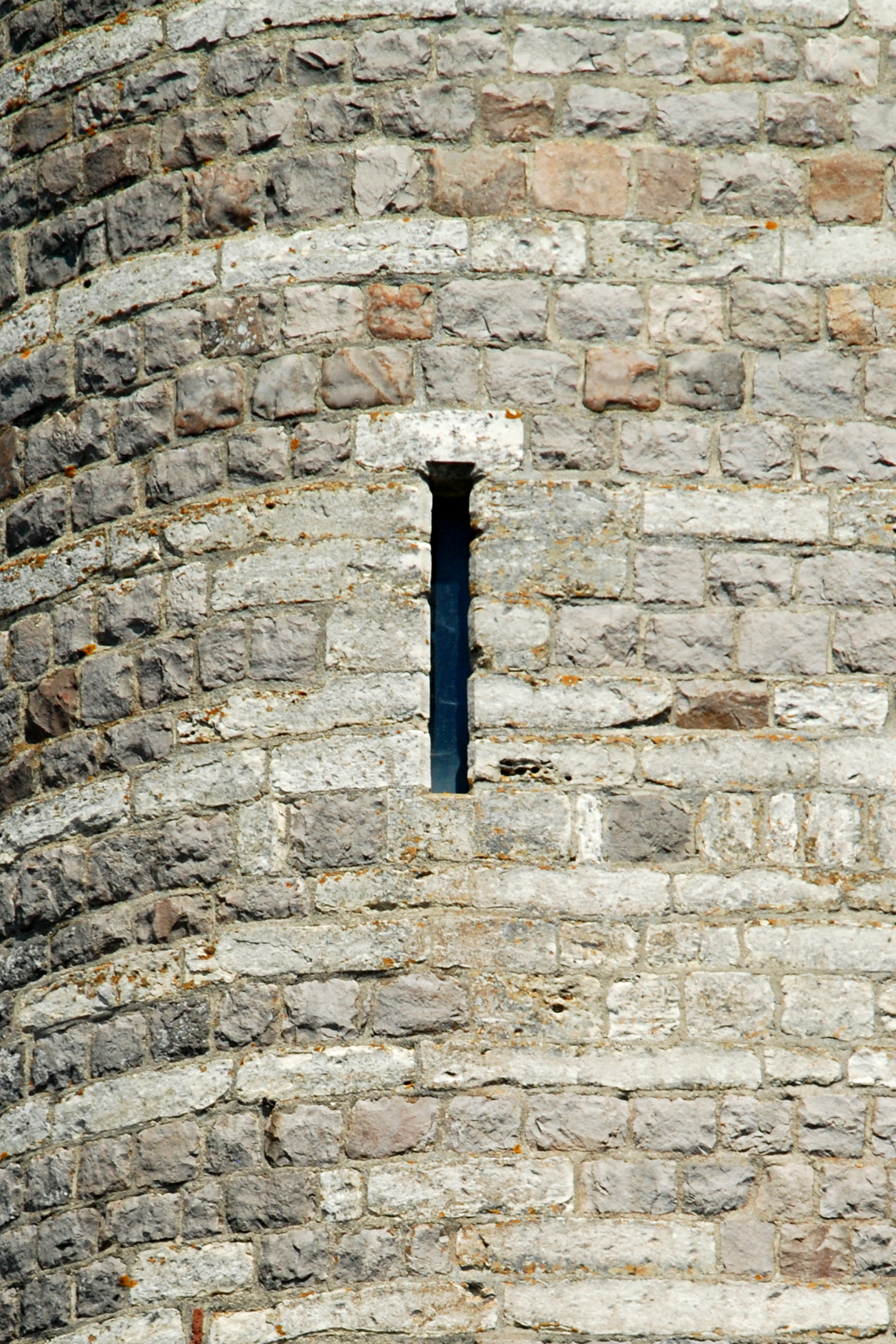
Meurtrière.
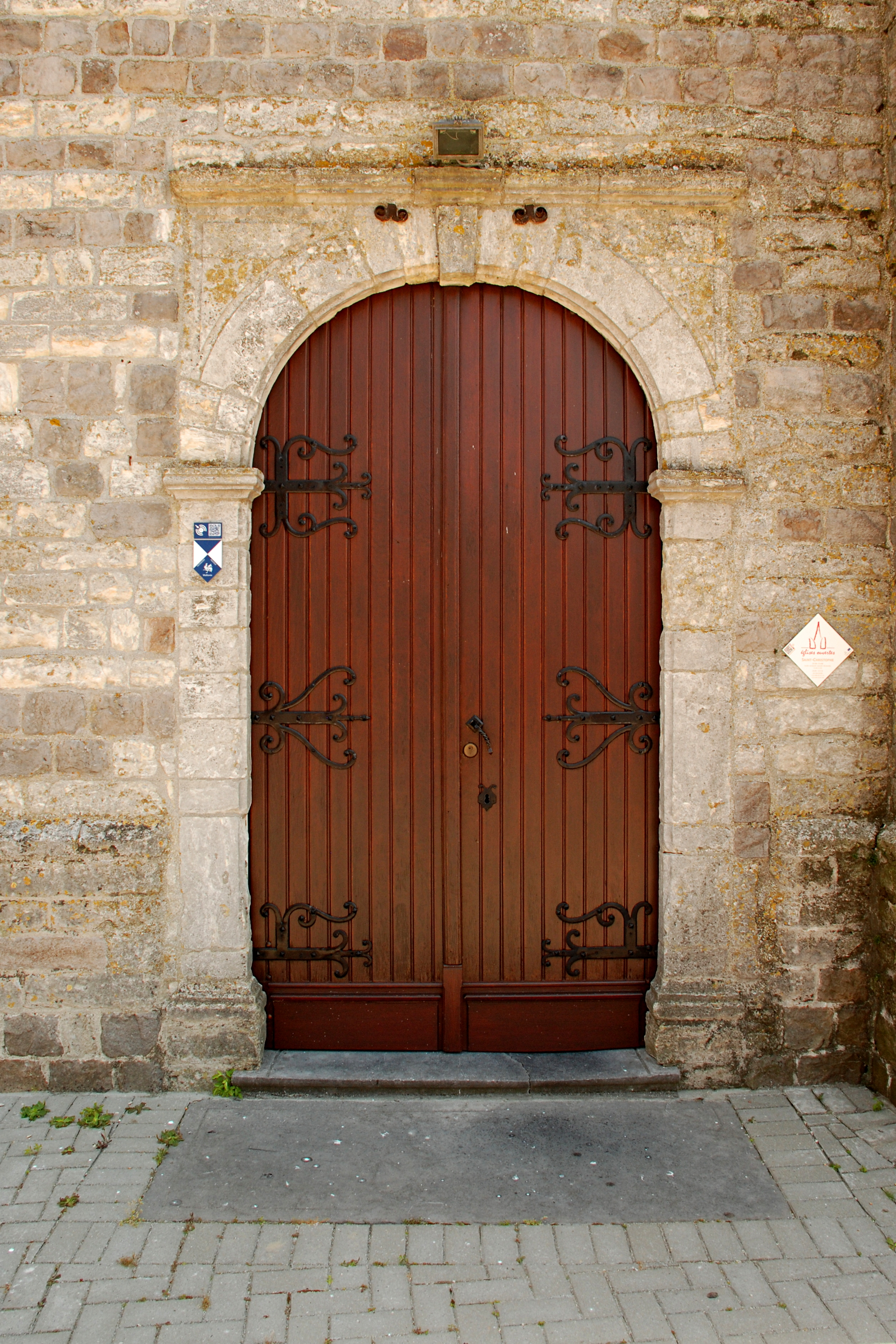
Le portail.

### Les nefs et le chevet

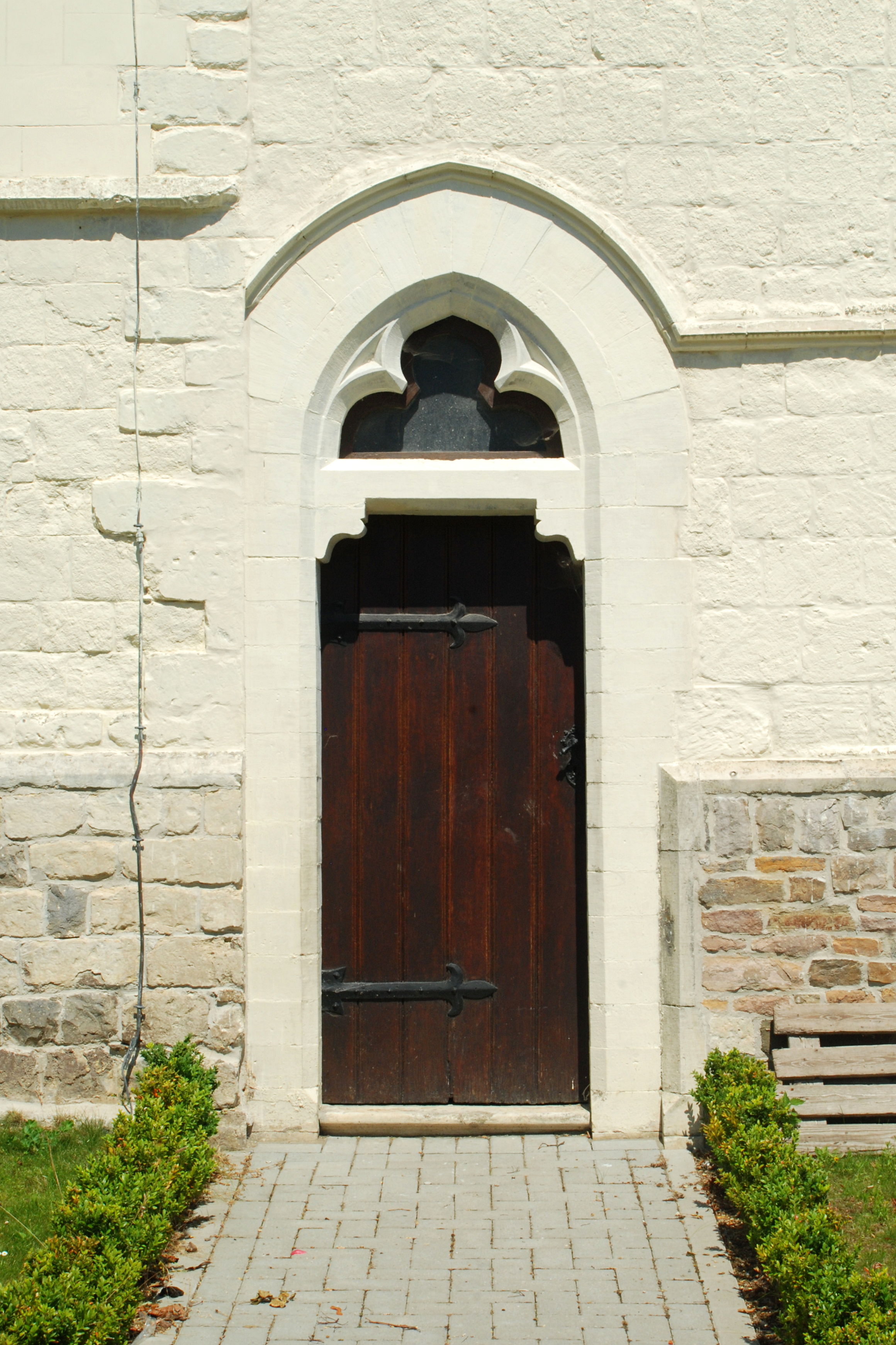
La porte de l'annexe sud.

Le reste de l'église (XVe siècle) est édifié en grande partie en tuffeau,,.
Cette pierre calcaire, de couleur jaune nuancée de gris, est appelée « tuffeau de Linsmeau » ou « tuffeau de Lincent ». Elle a été extraite du sous-sol des villages de Linsmeau et de Lincent de l'antiquité romaine aux années 1940 et caractérise l'architecture de la région, jusqu'à Maret et Orp-le-Grand. Poreuse, tendre et friable, cette pierre, qui durcit au contact de l'air et se raye à l'ongle, est fragile, sensible à l'érosion et à la pollution, et a donc été progressivement remplacée par la brique dans l'architecture locale à partir du milieu du XIXe siècle.
À l'église de Racour, cette pierre fragile a été recouverte d'une peinture jaune pâle lors d'une restauration terminée en 2014.
La nef, le transept et le chevet présentent un soubassement en moellons de calcaire et en pierre de Gobertange ainsi que des chaînages d'angle et des encadrements de baies en pierre de Gobertange.
La nef, très courte, ne comporte que deux travées. Elle est suivie d'un transept aux bras très peu saillants et d'un chœur de deux travées terminé par une abside à trois pans soutenue par de puissants contreforts.
L'église est éclairée par de hautes baies de style ogival à remplage.
Le chœur est flanqué au nord et au sud de deux annexes d'époque tardive dont l'une (au sud) est ornée d'une élégante petite porte ogivale dont le tympan est orné d'un arc trilobé.

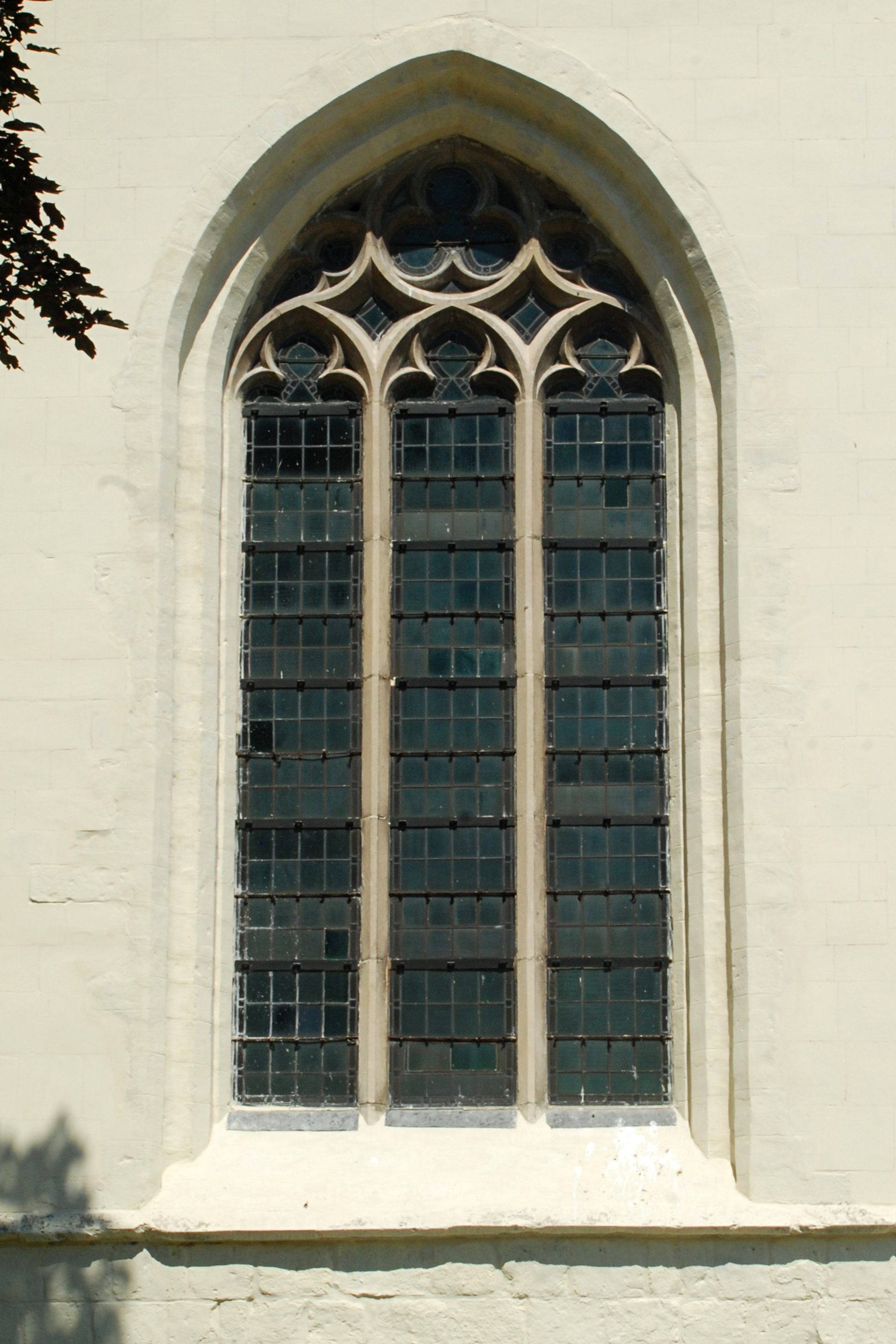
Fenêtre du transept.
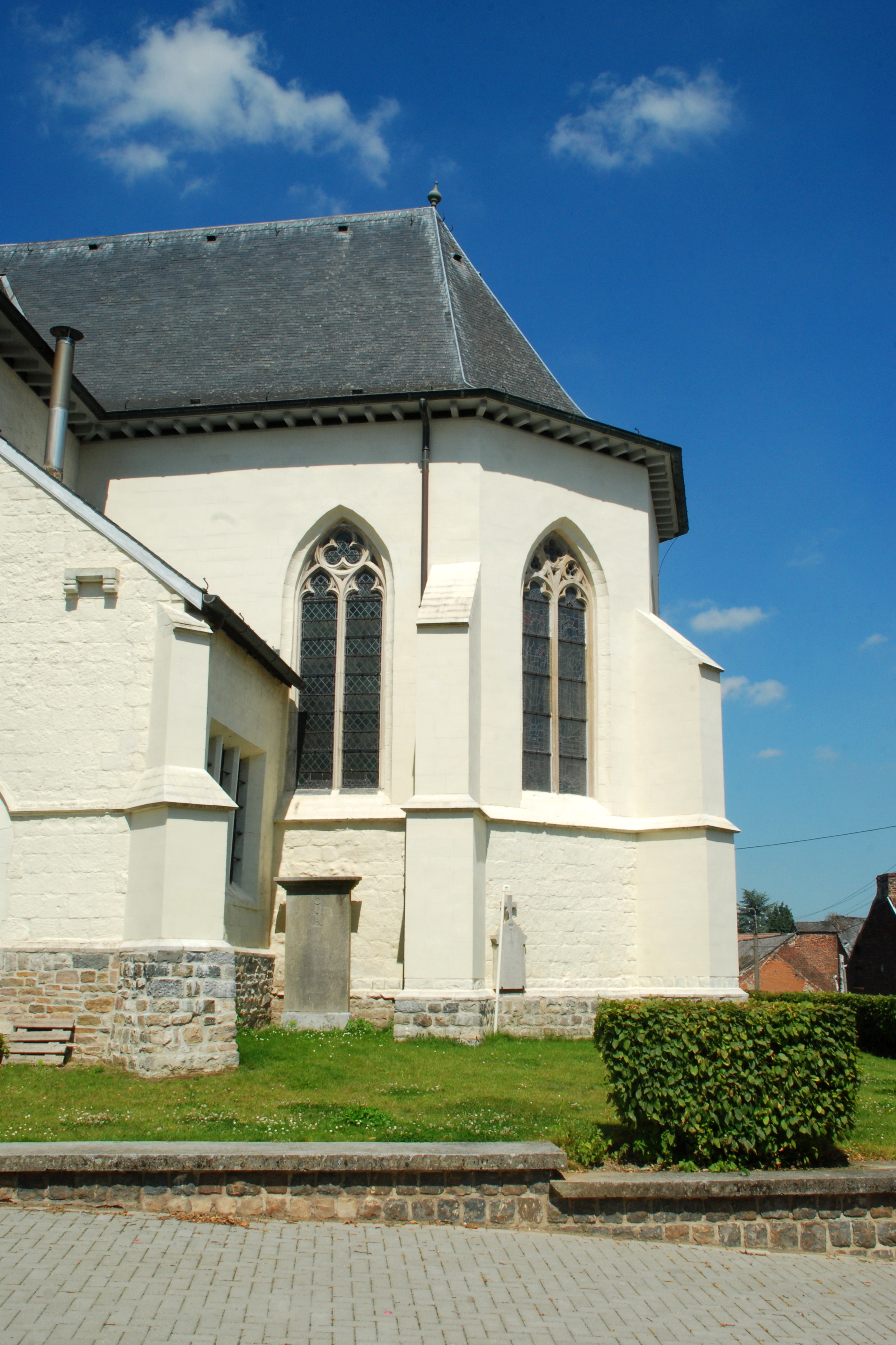
Le chevet.
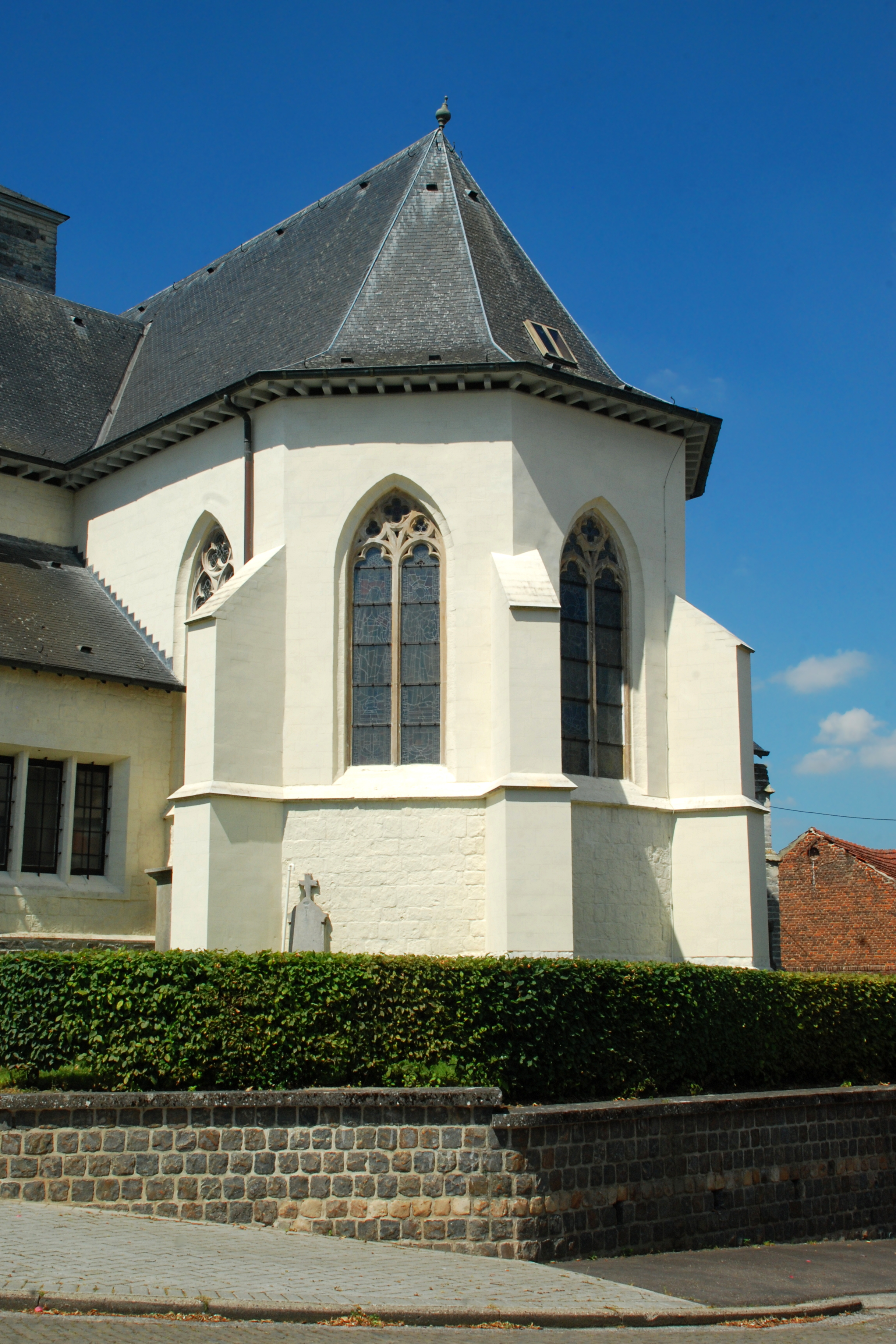
L'abside.
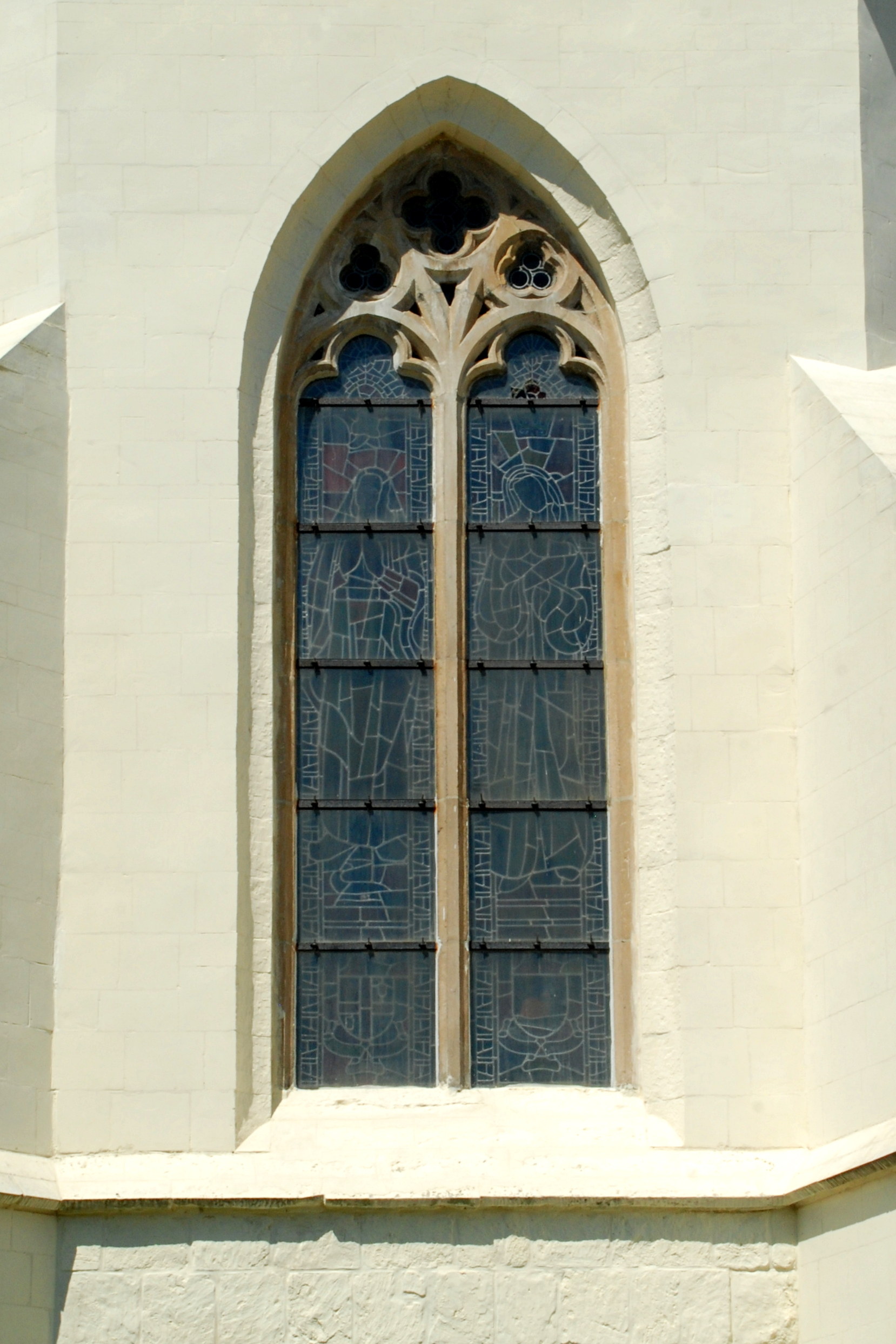
Fenêtre absidiale.

## Patrimoine
L'église abrite une remarquable statue en chêne polychrome de saint Christophe datant du XIIIe siècle ainsi que des fonts baptismaux gothiques du XVe siècle ornés de têtes humaines,,.